# 安娜贝尔·布罗伊尔
安娜贝尔·布罗伊尔（德語：Annabel Breuer，1992年10月23日—），德国女子篮球运动员。她曾代表德国参加2012年、2016年和2020年夏季残疾人奥林匹克运动会轮椅篮球比赛，获得一枚金牌和一枚银牌。